# Mala Kosanica
Pour les articles homonymes, voir Kosanica.
Mala Kosanica (en serbe cyrillique : Мала Косаница) est un village de Serbie situé dans la municipalité de Kuršumlija, district de Toplica. Au recensement de 2011, il comptait 100 habitants.

## Démographie
| 1948 | 1953 | 1961 | 1971 | 1981 | 1991 | 2002 | 2011 |
| ---- | ---- | ---- | ---- | ---- | ---- | ---- | ---- |
| 472  | 474  | 431  | 284  | 233  | 190  | 130  | 100  |

|  |